# 炎天
炎天（えんてん）とは、太陽の日差しが強く焼きつけるような空のこと。
炎天下（えんてんか）は炎天の下（もと）、つまり焼き付けるように強い太陽の日差しの下という意味であり、炎天とは異なり地上の状態を指す表現である。なお、「炎天下の下（もと）」や「炎天下の中」は重複表現である。
夏の風物詩として季語にもなっている。